# Дзюба Роман Олексійович
Роман Олексійович Дзюба  (позивний — Аполон; 3 квітня 1987,  м. Лубни — 7 березня 2022, м. Маріуполь) — український військовий, старший солдат Окремого загону спеціального призначення "Азов",  Національної гвардії України, учасник російсько-української війни, що загинув у ході російського вторгнення в Україну.

## Життєпис
Народився 3 квітня 1987 року в м. Лубнах Полтавської області.
З вересня 1994 року навчався у Лубенській середній школі № 2, де в 2004 році отримав атестат про середню освіту. У липні того ж року вступив на навчання до Лубенського професійного ліцею за спеціальністю «електрозварник ручного зварювання», який закінчив в 2005 році з відзнакою.
З жовтня 2006 року — по вересень 2007 року працював електрозварником на заводі «Комсомолець» в м. Лубнах. З квітня по серпень 2008 року працював в ТОВ «Запоріжметал Холдінг» в м. Києві. З жовтня 2008 року по серпень 2014 року працював на заводі «Лубнимаш» на посаді оператора верстата ЧПУ. 
З жовтня 2005 року по вересень 2006 року проходив строкову військову службу в 95 ОАМБр.
З серпня 2014 року по жовтень 2015 року проходив військову службу за мобілізацією в 92 ОМБр на посаді командира відділення та брав участь в АТО.
З серпня 2016 року по серпень 2018 року проходив службу у відділенні спеціального призначення Військової служби правопорядку у Збройних Силах України. Був нагороджений грамотами та відзнаками.
З липня 2018 року по липень 2021 рік проходив військову службу у 81 ОАЕМБр. Брав участь в ООС. Був нагороджений грамотами та медаллю. Проходив спеціалізовані курси з військових напрямків підготовки.
З початком російського вторгнення в Україну проходив військову службу у складі 12 БрОП Національної гвардії України.
Загинув 7 березня 2022 року у боях під час оборони м. Маріуполя на Донеччині.
11 січня з Романом попрощалися у Лубнах.

## Вшанування пам'яті
20 серпня 2022 року, пам'ять загиблого воїна було вшановано в ході фотовиставки в м. Полтаві, яка була присвячена загиблим воїнам полку «Азов».
На початку 2023 року, за ініціативи Віри Литвиненко, матері загиблого в м. Маріуполі Владислава Литвиненка (позивний «Вектор»), яка стала ініціатором і керівником проєкту зі вшанування подвигу «Азовців», керівниці «Програми з підтримки родин загиблих в „Азові“ та вшанування й увічнення їх подвигу» Вікторії Грицаєнко, дружини загиблого в м. Маріуполі Героя України Віталія Грицаєнка (позивний «Гоголь»), заступника командира полку «Азов» та за підтримки Лубенської міської ради, подвиг воїна вшанували, розмістивши його портрет на вулицях рідного міста Лубни. Виставки з портретом Героя також були відкриті у містах Києві та Полтаві.

## Нагороди
- орден «За мужність» III ступеня (2022, посмертно) — за особисту мужність і самовіддані дії, виявлені у захисті державного суверенітету та територіальної цілісності України, вірність військовій присязі.